# 1929 a jogalkotásban
1929-ben az alábbi jogszabályokat alkották meg:

## Magyarország

### Törvények
- 1929. évi I. törvénycikk A szabadhajózást űző magyar tengerhajózási vállalatoknak állami kedvezményekben részesítéséről
- 1929. évi II. törvénycikk 	 a házadó kivetési kulcsának újabbi megállapításáról és a községek segélyezési alapjáról
- 1929. évi III. törvénycikk 	 a vízi beruházásokról
- 1929. évi IV. törvénycikk 	 a trianoni szerződés következtében megosztott önkormányzati testületek egyes vagyoni viszonyainak rendezéséről
- 1929. évi V. törvénycikk 	 a sütőipari munkának szabályozásáról szóló 1923:XV. törvénycikk egyes rendelkezéseinek módosításáról
- 1929. évi VI. törvénycikk 	 a Washingtonban 1927. november hó 25-én kelt Nemzetközi Rádiótávíró-egyezmény becikkelyezéséről
- 1929. évi VII. törvénycikk 	 a szeméremsértő közlemények forgalmának és a velük való üzérkedésnek elnyomása végett Genfben létrejött nemzetközi egyezmény becikkelyezése tárgyában
- 1929. évi VIII. törvénycikk 	 a Bodrogközi gazdasági vasútat a Nyiregyházvidéki kisvasutakkal összekötő Kenézlő-balsai vasútvonal engedélyezéséről
- 1929. évi IX. törvénycikk 	 a mezőgazdasági rádiójelentések közhírré tételéről
- 1929. évi X. törvénycikk 	 a bor előállításának, kezelésének és forgalmának szabályozásáról és a borhamisítás tilalmazásáról szóló 1924:IX. törvénycikk egyes rendelkezéseinek módosításáról és kiegészítéséről
- 1929. évi XI. törvénycikk 	 a múzeum-, könyvtár- és levéltárügy némely kérdéseinek rendezéseiről
- 1929. évi XII. törvénycikk 	 a Spanyol Királysággal 1925. évi június hó 17-én Madridban kötött és az 1926. évi IX. törvénycikkbe iktatott kereskedelmi egyezmény kiegészítésekép 1929. évi február hó 28-án aláírt Pótegyezmény becikkelyezéséről
- 1929. évi XIII. törvény 	 a Nemzetközi Állategészségügyi Hivatal létesítése iránt Párisban, 1924. évi január hó 25-én kötött nemzetközi megállapodás becikkelyezéséről
- 1929. évi XIV. törvénycikk 	 a bírói végrehajtásra vonatkozó egyes rendelkezések módosításáról és kiegészítéséről
- 1929. évi XV. törvénycikk 	 a m. kir. honvédség legénységi állományú egyéneinek és az ily egyének hátramaradottainak ellátásáról
- 1929. évi XVI. törvénycikk 	 a gyógyfürdőkről, az éghajlati gyógyintézetekről, a gyógyhelyekről, az üdülőhelyekről és az ásvány- és gyógyvízforrásokról
- 1929. évi XVII. törvénycikk 	 a szőlőgazdálkodásról és a hegyközségekről
- 1929. évi XVIII. törvénycikk 	 az ipari tulajdon védelmére Hágában, 1925. évi november hó 6-án aláírt nemzetközi megegyezések becikkelyezéséről
- 1929. évi XIX. törvénycikk 	 a hivatalos statisztikai szolgálatról
- 1929. évi XX. törvénycikk 	 az Olaszországgal 1928. évi július hó 4-én kötött kereskedelmi és hajózási szerződés becikkelyezéséről
- 1929. évi XXI. törvénycikk 	 az Olaszországgal 1928. évi július hó 4-én kötött állategészségügyi egyezmény becikkelyezéséről
- 1929. évi XXII. törvény 	 a közlekedés és az átmenő forgalom tárgyában 1923. évben Genfben tartott általános értekezleten megállapított okmányok becikkelyezéséről
- 1929. évi XXIII. törvénycikk 	 a földadóra, a jövedelemadóra és a vagyonadóra, a kereseti adóra, valamint a közadók kezelésére vonatkozó törvényes rendelkezések módosításáról és kiegészítéséről
- 1929. évi XXIV. törvénycikk 	 az Országos Magyar Ipari Jelzálogintézet Részvénytársaság adó- és illetékkedvezményeiről
- 1929. évi XXV. törvénycikk 	 az Országos Földbirtokrendező Bíróság juttatásán alapuló ingatlanszerzéseknek, a vitézi telkek adományozásának és alapításának, valamint az elcsatolt területen birtokuktól megfosztott magyar állampolgárok, vagy visszatelepülő volt magyar állampolgárok ingatlanszerzésének illetékmentességéről
- 1929. évi XXVI. törvénycikk 	 az öt- és kétpengős ezüstérmék veréséről
- 1929. évi XXVII. törvénycikk 	 az okirati illetékek alól újabban szükségessé vált mentességekről és kedvezményekről
- 1929. évi XXVIII. törvénycikk 	 az állatforgalmi adó megszüntetéséről, a hús után fizetendő általános forgalmi adóra vonatkozó egyes rendelkezések megváltoztatásáról és a marhalevelek illetékéről
- 1929. évi XXIX. törvénycikk 	 a rendkívüli ideiglenes házadómentességről
- 1929. évi XXX. törvénycikk 	 a közigazgatás rendezéséről
- 1929. évi XXXI. törvénycikk 	 az 1929/30. évi állami költségvetésről
- 1929. évi XXXII. törvénycikk 	 a közúti közlekedés szabályozása tárgyában 1926. évi április hó 24-én Párisban aláírt nemzetközi egyezmény becikkelyezéséről
- 1929. évi XXXIII. törvénycikk 	 a Nemzeti Közművelődési Alapítványról
- 1929. évi XXXIV. törvénycikk 	 a zálogleveles kölcsönök és a vízitársulati kölcsönök szerzésének előmozdítását célzó, a fagykárosultakat támogató, valamint a betegségi biztosítási járulékok esetleges törlésére és a késedelmi pótlékok elengedhetésére vonatkozó rendelkezésekről
- 1929. évi XXXV. törvénycikk 	 a hadikölcsönkárosultak támogatásáról
- 1929. évi XXXVI. törvénycikk 	 a Nemzetek Szövetsége Egyességokmánya 4., 6., 12., 13. és 15. Cikkeinek módosításáról
- 1929. évi XXXVII. törvény 	 a háború igénybevételéről való lemondás tárgyában Párisban 1928. évi augusztus hó 27-én kötött nemzetközi szerződés becikkelyezéséről
- 1929. évi XXXVIII. törvénycikk 	 Magyarországnak az Állandó Nemzetközi Bíróság kötelező igénybevételét kimondó okmányhoz való hozzájárulásáról
- 1929. évi XXXIX. törvény 	 a Finnországgal Budapesten 1928. évi december hó 12. napján kötött békéltető eljárási és választott bírósági szerződés becikkelyezéséről
- 1929. évi XL. törvény 	 az 1927. évben Genfben tartott Nemzetközi Értekezlet által a Nemzetközi Segélynyujtó Egyesülés tárgyában tervezett alakjában elfogadott nemzetközi egyezmény becikkelyezéséről
- 1929. évi XLI. törvénycikk 	 a nyersbőrök kivitele tárgyában 1928. évi július hó 11-én Genfben kelt nemzetközi Megállapodás becikkelyezéséről
- 1929. évi XLII. törvénycikk 	 a csontok kivitele tárgyában 1928. évi július hó 11-én Genfben kelt nemzetközi Megállapodás becikkelyezéséről
- 1929. évi XLIII. törvény 	 az Amerikai Egyesült Államokkal Washingtonban 1929. évi január hó 26-án kötött békéltető eljárási szerződés, valamint az ugyanott ugyanazon a napon kötött választott bírósági szerződés becikkelyezéséről
- 1929. évi XLIV. törvénycikk 	 a trianoni szerződés alá eső egyes belga követelések és igények rendezése tárgyában 1926. évi szeptember hó 30. napján Brüsszelben kelt magyar-belga egyezmény és két függeléke becikkelyezéséről
- 1929. évi XLV. törvénycikk 	 a Szerb-Horvát-Szlovén Királysággal egyes közlekedési kérdések rendezése, valamint a határjelzések fenntartásának szabályozása tárgyában Belgrádban 1926. évi július hó 24-én kötött Egyezmények becikkelyezéséről
- 1929. évi XLVI. törvénycikk 	 a Szerb-Horvát-Szlovén Királysággal 1926. évi július hó 24-én kötött kereskedelmi szerződés becikkelyezéséről
- 1929. évi XLVII. törvénycikk 	 a Szerb–Horvát–Szlovén Királysággal 1926. évi július hó 24-én kötött Kereskedelmi Szerződés kiegészítésekép 1928. évi november hó 19-én Belgrádban aláírt Pótjegyzőkönyv becikkelyezéséről
- 1929. évi XLVIII. törvénycikk 	 a székesfővárosi törvényhatósági bizottság és a kerületi választmányok újjáalakításának elhalasztásáról